# Свиридове
Свири́дове —  село в Україні, у Дубовиківській сільській громаді Синельниківського району Дніпропетровської області. Населення становить 94 особи. До 2020 року орган місцевого самоврядування - Шевченківська сільська рада.

## Історія
7 (20) листопада 1917 року, відповідно до Третього Універсалу Української Центральної Ради, увійшло до складу Української Народної Республіки.
12 червня 2020 року, відповідно до розпорядження Кабінету Міністрів України № 709-р від «Про визначення адміністративних центрів та затвердження територій територіальних громад Дніпропетровської області», увійшло до складу Дубовиківської сільської громади.
19 липня 2020 року, в результаті адміністративно-територіальної реформи та ліквідації Васильківського району, село увійшло до складу новоутвореного Синельниківського району.

## Географія
Село Свиридове розташоване в центральній частині Синельниківського району за 1 км від лівого берега річки Чаплина. На півдні межує з селом Хуторо-Чаплине, на сході з селом Таранове та на заході з селом Шевченкове. По селу протікає пересихаючий струмок з загатою.

## Населення

### Мова
Розподіл населення за рідною мовою за даними перепису 2001 року:
| Мова       | Кількість | Відсоток |
| ---------- | --------- | -------- |
| українська | 88        | 93.62%   |
| російська  | 6         | 6.38%    |
| Усього     | 94        | 100%     |